# Ayutthaya (thành phố)
Phra Nakhon Si Ayutthaya (tiếng Thái: พระนครศรีอยุธยา, IPA: phát âm [pʰráʔ ná(ʔ).kʰɔ̄ːn sǐː ʔā.jút.tʰā.jāː] phát âm tiếng Thái: [Prá-na-khon Sỉ A-yút-tha-ya])  hoặc gọi tắt là Ayutthaya,là thủ phủ của tỉnh Phra Nakhon Si Ayutthaya của Thái Lan. Ayutthaya do vua U-Thong khai lập vào năm 1350 và trở thành kinh đô của vương quốc Ayutthaya. Nằm trên một hòn đảo tại nơi hợp lưu của sông Chao Phraya và sông Pa Sak, Ayutthaya là nơi sinh của người sáng lập Bangkok, Vua Rama I. Những tàn tích của thành phố cổ được bảo tồn tại Công viên Lịch sử Ayutthaya.
Sử Việt thế kỷ 19 gọi địa danh này là Thượng Thành.

## Tên gọi

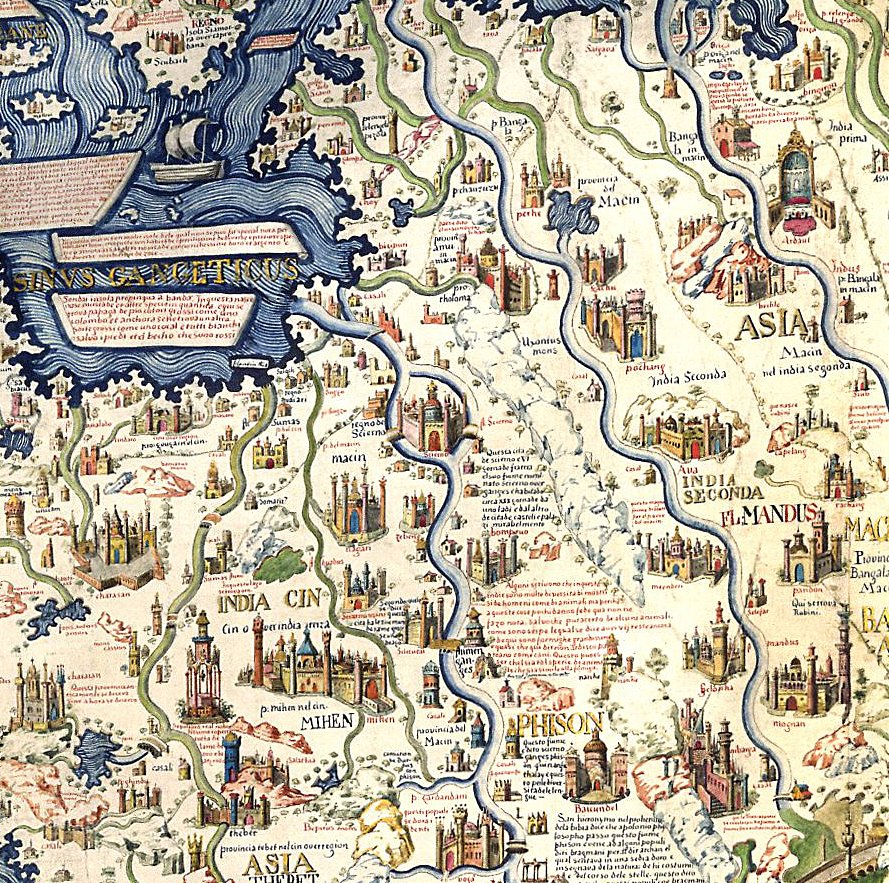
Ayutthaya được thể hiện trên bản đồ thế giới Fra Mauro map (khoảng năm 1450 CN, với hướng nam ở trên cùng) dưới tên gọi "Scierno", bắt nguồn từ tiếng Ba Tư "Shahr-i Naw", có nghĩa là "Thành phố mới"

Tên gọi Ayutthaya bắt nguồn từ tiếng Phạn अयोध्य - địa danh Ayodhya ở Ấn Độ, nơi sinh của Rama trong thần tích sử thi Ramayana mà người Thái gọi là Ramakien; phra (từ tiếng Khmer: preah ព្រះ ) là tiền tố của danh từ liên quan đến hoàng gia, và nakhon (từ tiếng Pali: nagara) chỉ một thành phố quan trọng hoặc thủ đô.

## Lịch sử

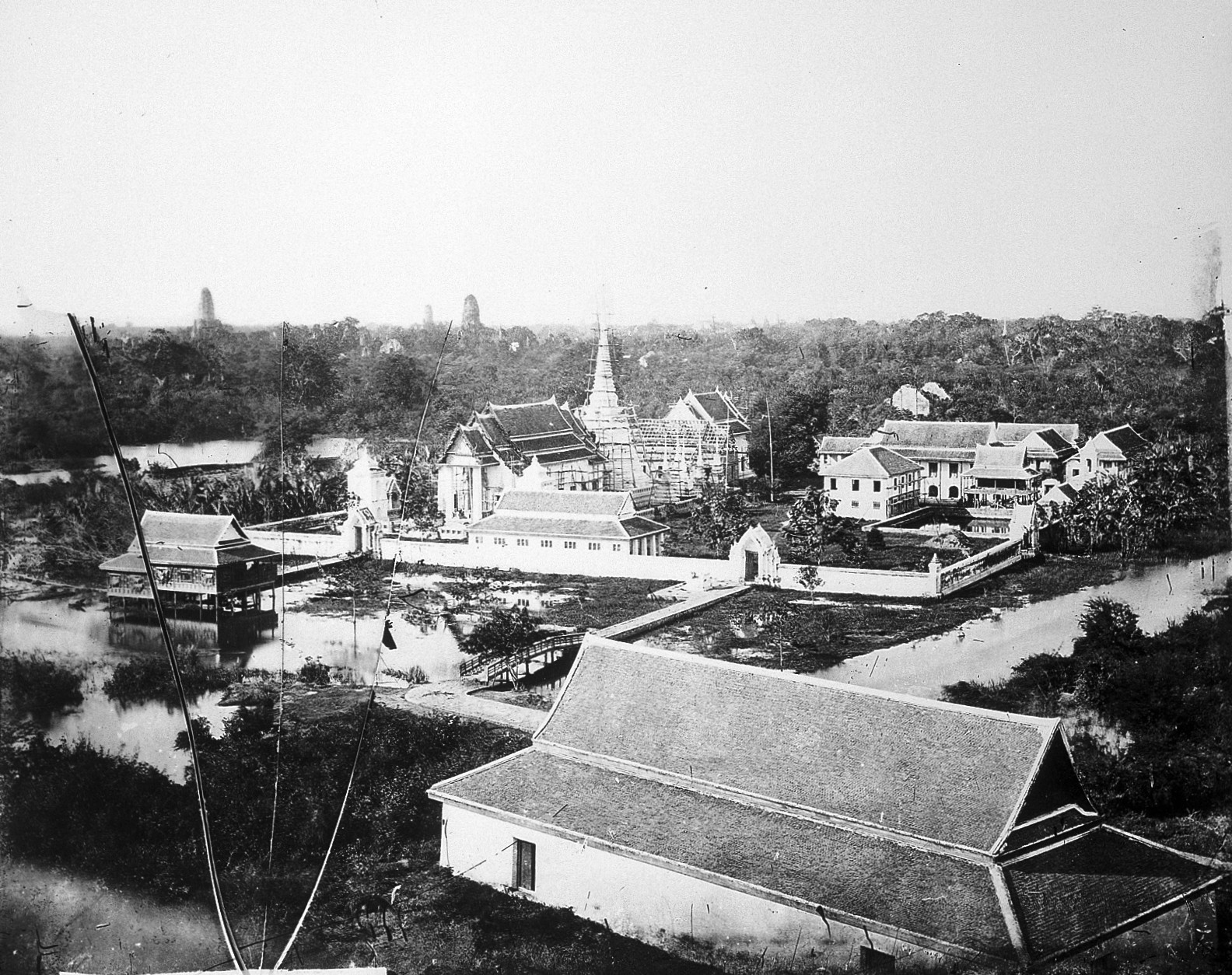
Ayutthaya skyline, được chụp bởi John Thomson, đầu năm 1866

Trước ngày thành lập truyền thống của Ayutthaya, bằng chứng khảo cổ học và văn bản đã tiết lộ rằng Ayutthaya có thể đã tồn tại từ cuối thế kỷ 13 như một thị trấn cảng trên sông. Bằng chứng khác về điều này có thể thấy ở Wat Phanan Choeng, được thành lập vào năm 1324, 27 năm trước khi Ayutthaya được thành lập chính thức.
Ayutthaya được thành lập chính thức vào năm 1351[a] bởi vua U Thong, người đã đến đó để thoát khỏi một đợt bùng phát bệnh đậu mùa ở Lopburi và tuyên bố đây là thủ đô của vương quốc mình, thường được gọi là Vương quốc Ayutthaya hoặc Xiêm. Ayutthaya trở thành thủ đô Xiêm thứ hai sau Sukhothai. Người ta ước tính rằng Ayutthaya vào năm 1600 có dân số khoảng 300.000 người, với dân số có thể đạt tới 1.000.000 người vào khoảng năm 1700, khiến nó trở thành một trong những thành phố lớn nhất thế giới vào thời điểm đó,  khi nó đôi khi được gọi là "Venice của phương Đông".
Năm 1767, thành phố bị quân đội Miến Điện phá hủy, dẫn đến sự sụp đổ của vương quốc. Các tàn tích của thành phố cổ được bảo tồn trong Công viên lịch sử Ayutthaya,được công nhận trên toàn thế giới là Di sản Thế giới của UNESCO. Các tàn tích, đặc trưng bởi prang (tháp đựng thánh tích) và các tu viện khổng lồ, cho thấy sự huy hoàng trong quá khứ của thành phố. Ayutthaya hiện đại được tái thiết cách đó vài km về phía đông.

## Dân số
Từ năm 2005, dân số Ayutthaya đã giảm.
| Ngày ước tính | 31/12/2005 | 31/12/2010 | 31/12/2015 | 31/12/2019 |
| ------------- | ---------- | ---------- | ---------- | ---------- |
| Dân số        | 55,097     | 54,190     | 52,940     | 50,830     |

## Địa lý
Thành phố cách khoảng 40 dặm (64 km) về phía bắc của Bangkok.

### Khí hậu
Ayutthaya, nằm ở đồng bằng trung tâm, chịu ảnh hưởng của ba mùa: 
- Mùa nóng: Tháng 3 – Tháng 5
- Mùa mưa: Tháng 6 – Tháng 10
- Mùa mát: Tháng 11 – Tháng 2

| Dữ liệu khí hậu của Ayutthaya         | Dữ liệu khí hậu của Ayutthaya | Dữ liệu khí hậu của Ayutthaya | Dữ liệu khí hậu của Ayutthaya | Dữ liệu khí hậu của Ayutthaya | Dữ liệu khí hậu của Ayutthaya | Dữ liệu khí hậu của Ayutthaya | Dữ liệu khí hậu của Ayutthaya | Dữ liệu khí hậu của Ayutthaya | Dữ liệu khí hậu của Ayutthaya | Dữ liệu khí hậu của Ayutthaya | Dữ liệu khí hậu của Ayutthaya | Dữ liệu khí hậu của Ayutthaya | Dữ liệu khí hậu của Ayutthaya |
| Tháng                                 | 1                             | 2                             | 3                             | 4                             | 5                             | 6                             | 7                             | 8                             | 9                             | 10                            | 11                            | 12                            | Năm                           |
| ------------------------------------- | ----------------------------- | ----------------------------- | ----------------------------- | ----------------------------- | ----------------------------- | ----------------------------- | ----------------------------- | ----------------------------- | ----------------------------- | ----------------------------- | ----------------------------- | ----------------------------- | ----------------------------- |
| Trung bình ngày tối đa °C (°F)        | 31.6 (88.9)                   | 34.0 (93.2)                   | 36.7 (98.1)                   | 37.4 (99.3)                   | 36.8 (98.2)                   | 34.2 (93.6)                   | 33.8 (92.8)                   | 32.8 (91.0)                   | 32.3 (90.1)                   | 32.3 (90.1)                   | 32.0 (89.6)                   | 30.9 (87.6)                   | 33.7 (92.7)                   |
| Tối thiểu trung bình ngày °C (°F)     | 18.4 (65.1)                   | 20.2 (68.4)                   | 24.4 (75.9)                   | 25.6 (78.1)                   | 26.4 (79.5)                   | 26.3 (79.3)                   | 25.5 (77.9)                   | 24.8 (76.6)                   | 24.4 (75.9)                   | 23.5 (74.3)                   | 21.6 (70.9)                   | 19.4 (66.9)                   | 23.4 (74.1)                   |
| Lượng mưa trung bình mm (inches)      | 2.4 (0.09)                    | 18.8 (0.74)                   | 43.5 (1.71)                   | 67.9 (2.67)                   | 208.0 (8.19)                  | 223.0 (8.78)                  | 180.8 (7.12)                  | 260.0 (10.24)                 | 213.9 (8.42)                  | 167.6 (6.60)                  | 37.1 (1.46)                   | 0.8 (0.03)                    | 1.423,8 (56.05)               |
| Số ngày mưa trung bình                | 0                             | 1                             | 4                             | 6                             | 15                            | 16                            | 17                            | 19                            | 17                            | 12                            | 3                             | 1                             | 111                           |
| Nguồn: Thai Meteorological Department |                               |                               |                               |                               |                               |                               |                               |                               |                               |                               |                               |                               |                               |

## Các địa điểm của thành phố Ayutthaya

### Các địa điểm văn hóa đáng chú ý
| Tên                        | Ảnh | Năm xây                                                          | Bảo trợ | Ghi chú |
| -------------------------- | --- | ---------------------------------------------------------------- | --- | --- |
| Wat Yai Chai Mongkhon      |     | 1357                                                             | Vua Ramathibodi I                                                                                            | Một trong những ngôi đền nổi tiếng nhất ở Ayutthaya |
| Wat Mahathat               |     | 1374                                                             | Vua Borommaracha I                                                                                           | |
| Wat Chai Watthanaram       |     | 1630                                                             | Vua Prasat Thong                                                                                             | Một trong những ngôi đền nổi tiếng nhất ở Ayutthaya |
| Wat Phanan Choeng          |     | 1324                                                             | | |
| Wat Phra Si Sanphet        |     | 1350                                                             | Vua Ramathibodi I                                                                                            | |
| Wihan Phra Mongkhon Bophit |     | c. 1637 (được phục hồi vào khoảng năm 1742/thế kỷ 20, nhiều lần) | Vua Chairacha Vua Borommakot                                                                                 | Được phục hồi một hoặc hai lần vào thế kỷ 18. Bị sụp đổ thành đống đổ nát sau khi Ayutthaya sụp đổ vào năm 1767. Được phục hồi vào thế kỷ 20.                  |
| Wat Na Phra Men            |     | 1503                                                             | Vua Ramathibodi II                                                                                           | Một trong những ngôi đền được bảo tồn tốt nhất còn tồn tại sau sự sụp đổ của Ayutthaya năm 1767. Được phục hồi dưới thời trị vì của Rama III (trị vì 1824–51). |
| Wat Ratchaburana           |     | 1424                                                             | Vua Borommarachathirat II                                                                                    | |
| Wat Pradu Songtham         |     |                                                                  | Dưới sự bảo trợ của hoàng gia từ Vua Songtham (trị vì 1611–28) cho đến khi Ayutthaya sụp đổ vào năm 17671767 | Vua Uthumphon đã vào chùa này tu hành sau khi bị cưỡng bức thoái vị vào năm 1758                                                                               |
| Wat Lokaya Sutharam        |     | 1452                                                             | Vua Intharacha                                                                                               | |
| Wat Phra Ram               |     | 1369                                                             | Vua Ramesuan                                                                                                 | |
| Wat Phutthaisawan          |     | Before 1350                                                      | Vua Ramathibodi I                                                                                            | Được xây dựng trước khi Ayutthaya được thành lập |
| Chedi Phukhao Thong        |     | c. 1569, 1587 (xây lại năm 1744)                                 | Vua (lúc đó là Hoàng tử) Naresuan Vua Borommakot                                                             | Được xây dựng để kỷ niệm chiến thắng sau khi Ayutthaya được giải phóng khỏi Miến Điện vào năm 1584                                                             |
| Wat Thammikarat            |     | Trước 1350                                                       | Vua của Lavo                                                                                                 | Được xây dựng trước khi Ayutthaya được thành lập |
| Wat Kudi Dao               |     | 1711 hoặc sớm hơn                                                | Hoàng tử, sau đó là Vua Borommakot                                                                           | Một ví dụ điển hình về kiến trúc chùa Ayutthaya cuối thế kỷ 18. Được phục hồi một phần.                                                                        |

### Bảo tàng
- Ayutthaya Historical Study Centre
- Bảo tàng quốc gia Chao Sam Phraya: Bảo tàng trưng bày đặc biệt các hiện vật khai quật được tại Wat Racha Burana và Wat Maha That.

### Các điểm du lịch khác
- Wang Luang
- Wat Suwan Dararam
- Nhà thờ St. Joseph
- Baan Hollanda

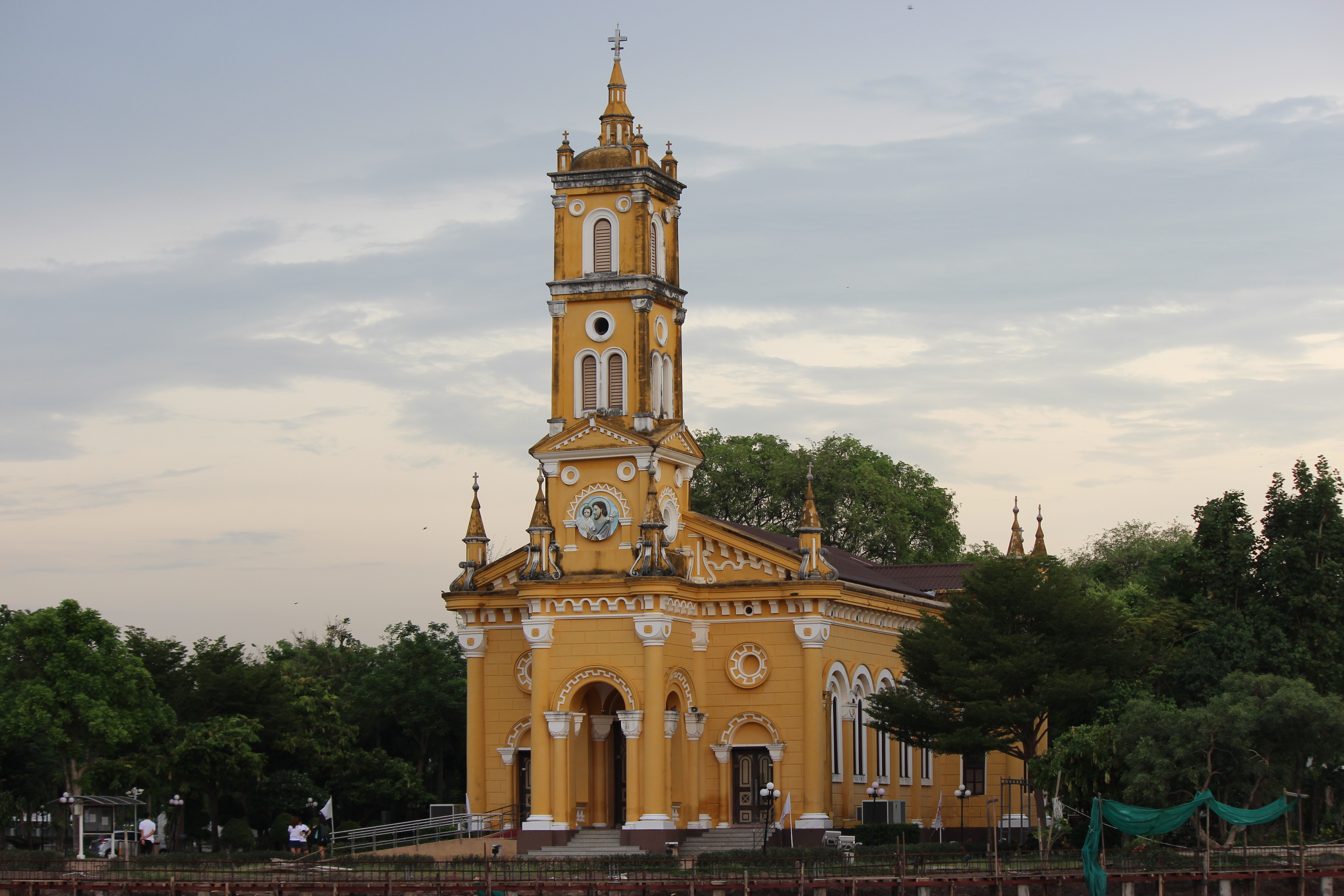
Nhà thờ St. Joseph

Thành phố nằm tại nơi hợp lưu của các con sông Chao Phraya, Lopburi và Pa Sak, và trên tuyến đường sắt chính bắc-nam nối Chiang Mai với Bangkok. Thành phố cổ nằm trên một hòn đảo được hình thành bởi khúc quanh của sông Chao Phraya ở phía tây và phía nam, sông Pa Sak ở phía đông và kênh đào Klong Muang ở phía bắc.
Trung tâm gần đúng của thành phố cổ là 14°20′B 100°34′Đ / 14,333°B 100,567°Đ.

### Chợ đêm Ayutthaya[28]
Chợ cung cấp vô số cơ hội mua sắm, bao gồm nhiều loại thực phẩm, quần áo và đồ thủ công. Du khách có thể thưởng thức các món ăn truyền thống của Thái Lan như pad Thai, xôi xoài và súp tom yum, cũng như nhiều món ăn quốc tế. Chợ cũng nổi tiếng với nhiều loại đồ lưu niệm ấn tượng, bao gồm túi xách thủ công, đồ trang sức và hàng dệt may. Không khí sôi động và tràn đầy năng lượng, với những người biểu diễn đường phố, âm nhạc và ánh đèn đầy màu sắc góp phần tạo nên bầu không khí lễ hội.

### Chợ nổi Ayutthaya[29]
Có một chợ nổi ít được biết đến ở Ayutthaya tên là Klong Sabua, nhưng lại được du khách Thái Lan ưa chuộng hơn du khách nước ngoài. 
Điểm thu hút chính là Nhà hát nước, được cho là nhà hát duy nhất ở Thái Lan có loại hình này, biểu diễn trực tiếp các câu chuyện dân gian Thái Lan và nhạc kịch Sepaa.

## Giao thông

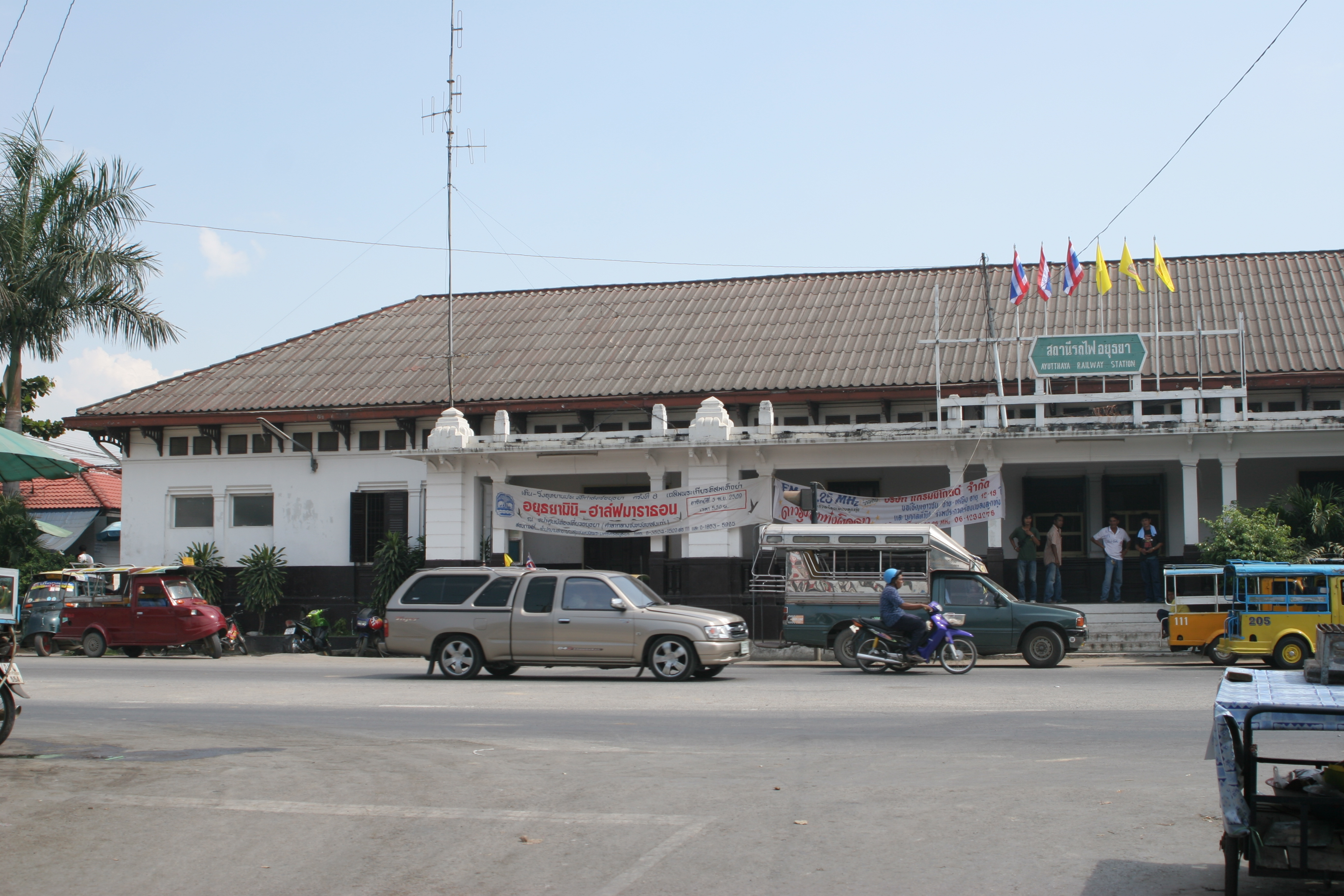
Ga đường sắt Ayutthaya

Ayutthaya có thể tiếp cận bằng đường sắt hoặc đường không

### Đường không
Sân bay gần nhất là Sân bay quốc tế Don Mueang của Bangkok, một trung tâm cho các hãng hàng không giá rẻ trong khu vực. Một lối đi bộ trên cao kết nối Nhà ga 1 với Ga xe lửa Don Muang, nơi các chuyến tàu đi Ayutthaya thường xuyên chạy qua.

### Đường sắt
Tàu hỏa đến Ayutthaya khởi hành từ Ga Hua Lamphong của Bangkok khoảng mỗi giờ từ 04:20 sáng đến 10:00 tối. Giá vé hạng 3 là 20 baht cho chuyến đi kéo dài 1,5 giờ. Lịch trình tàu hỏa có sẵn tại quầy thông tin ở Ga Hua Lamphong, Bangkok.

## Trong hư cấu
- Một thị trấn theo chủ đề Thái Lan có tên "Ayothaya" xuất hiện trong MMORPG máy tính cá nhân Ragnarok Online.
- Ayutthaya là một màn chơi trong Soul Calibur II.
- Các ngôi đền ở Wat Phra Si Sanphet và Wat Ratchaburana từ Ayutthaya xuất hiện trong Street Fighter II, Kickboxer (với tên gọi "Stone City"), Mortal Kombat, Mortal Kombat Annihilation và trong suốt Mortal Kombat Conquest.[32]
- Tượng Phật nằm từ tàn tích Ayutthaya xuất hiện trong màn chơi của Sagat trong hầu hết các trò chơi Street Fighter.[33]
- Nó đã được giới thiệu trong bộ phim "The King Maker" năm 2005.
- Việc phá hủy khu phố Nhật Bản ở Ayutthaya năm 1630 theo lệnh của Prasat Thong và hậu quả của nó là trọng tâm của một trong những câu chuyện trong tuyển tập Ring of Fire III năm 1632, "All God's Children in the Burning East" của Garrett W. Vance.
- Trong trò chơi Golden Sun: Dark Dawn trên Nintendo DS năm 2010, các nhân vật chính đến thăm thành phố 'Ayuthay', nơi có nhiều nét tương đồng với văn hóa và kiến trúc Thái Lan.
- Một bản đồ theo chủ đề Thái Lan có tên "Ayutthaya" xuất hiện trong trò chơi điện tử Overwatch.
- Ayutthaya đã xuất hiện trong trò chơi điện tử Civilization VI năm 2016 với tư cách là một thành phố-nhà nước không thể chơi được, thúc đẩy việc tạo ra điểm văn hóa ở bất kỳ nền văn minh nào mà nó hiện đang liên minh.

## Gallery

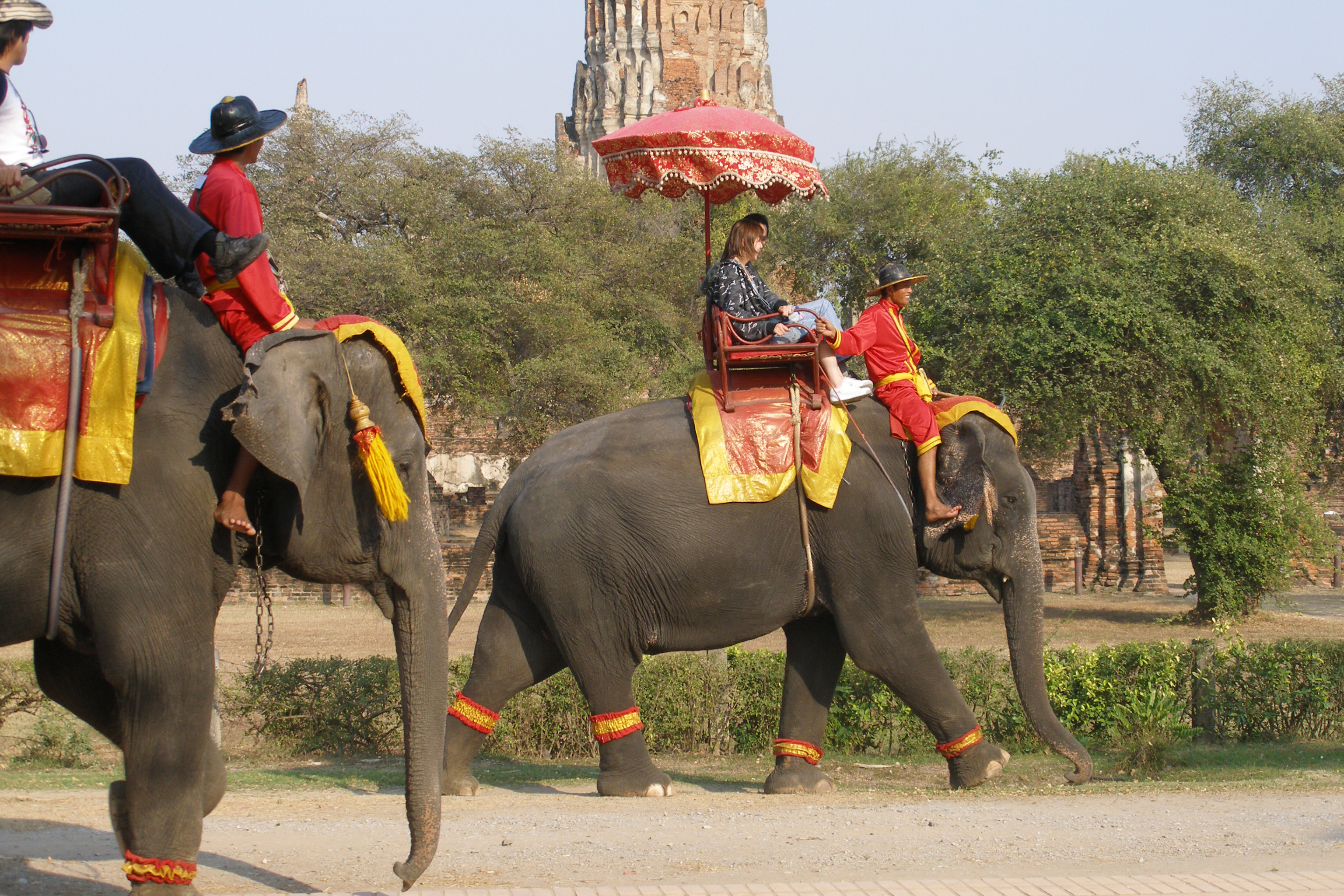
Voi
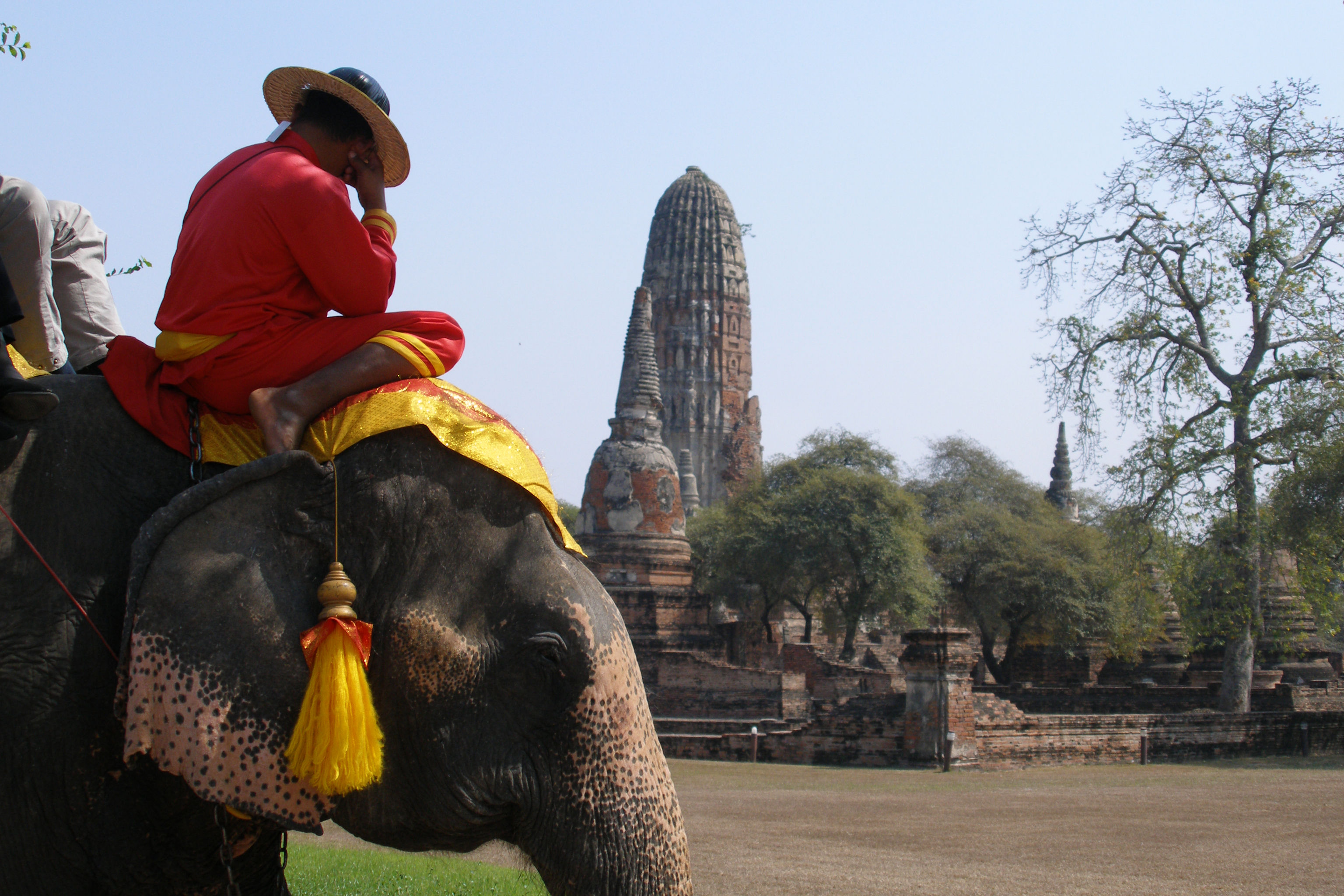
Voi
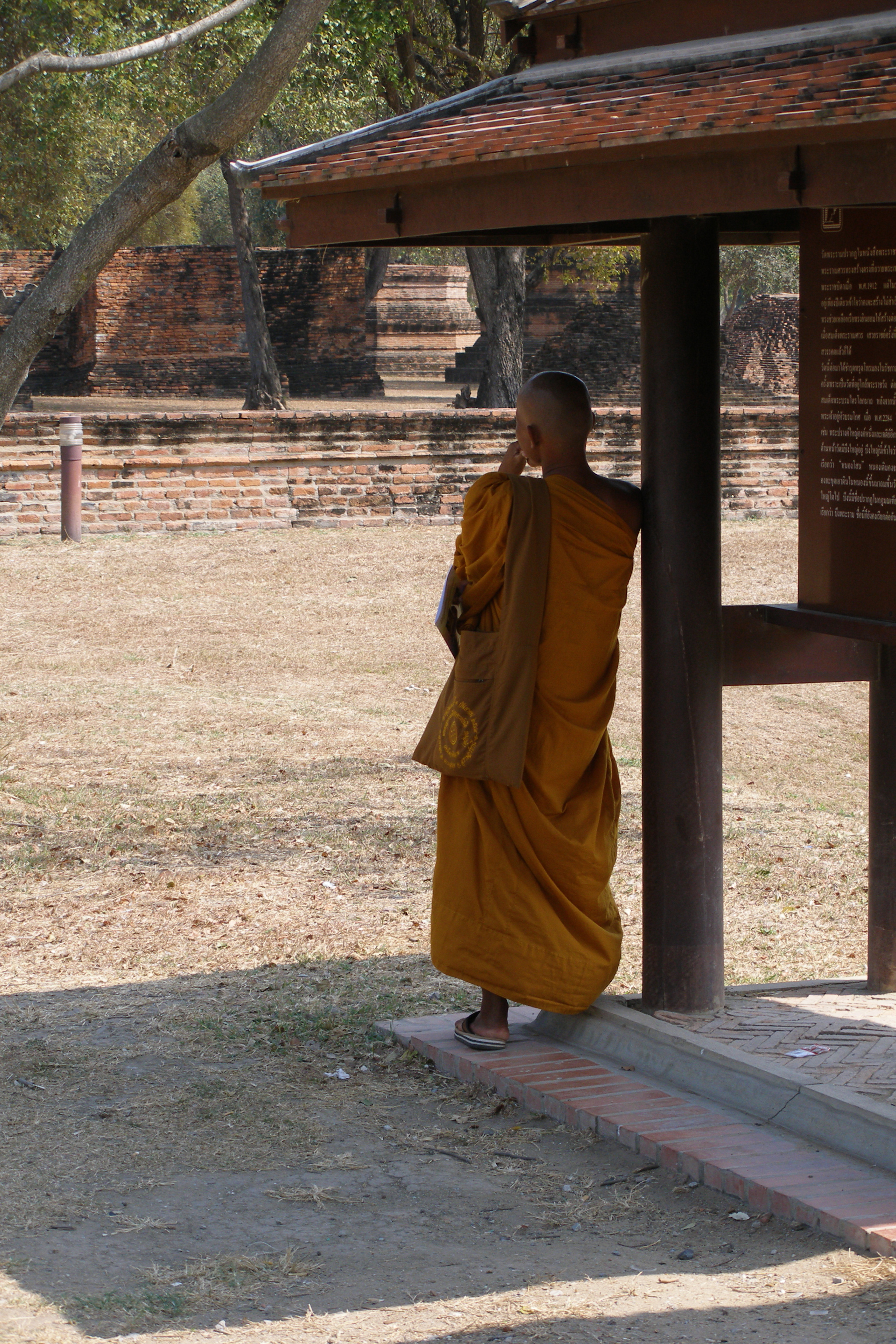
Nhà sư Phật giáo ở Ayutthaya
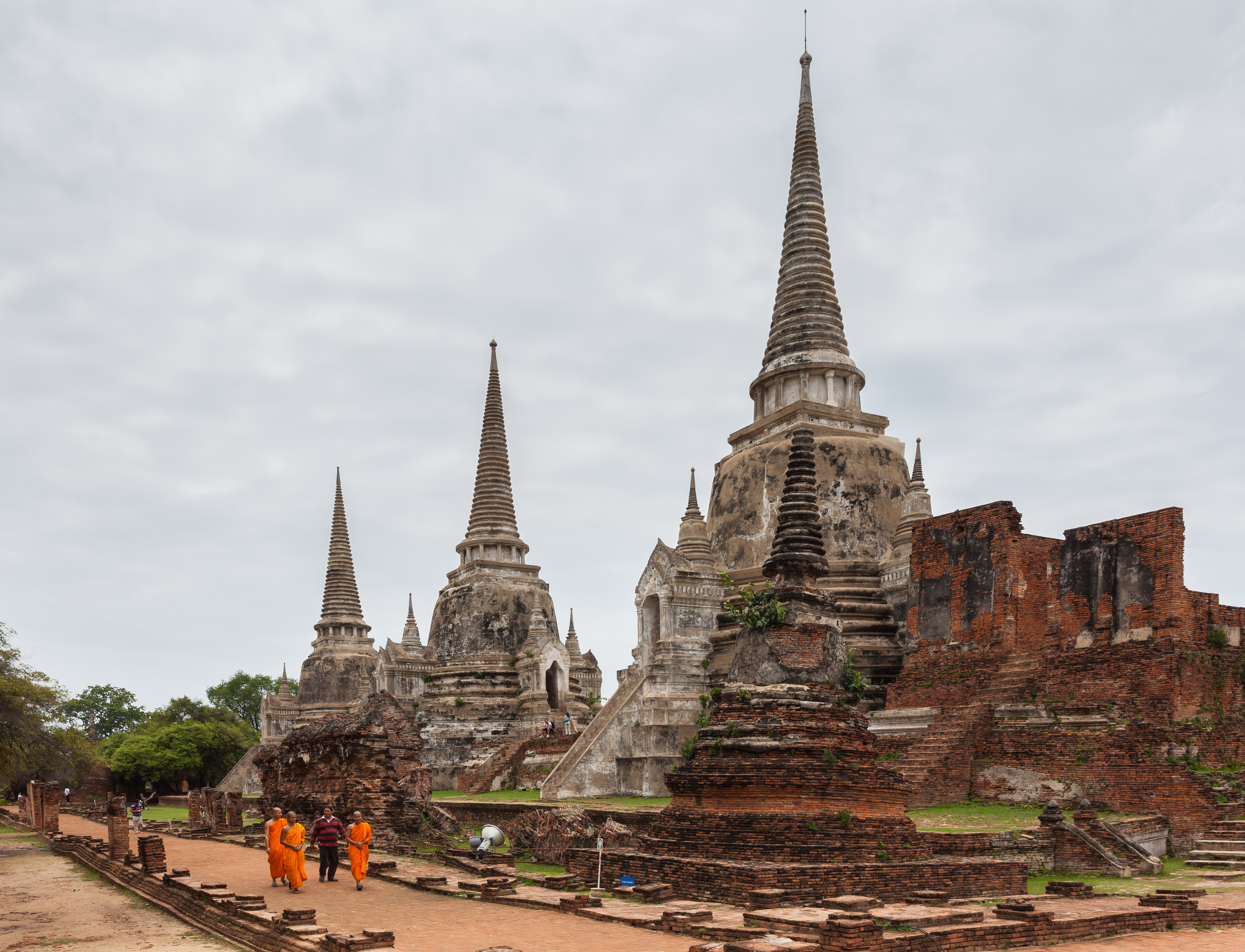
Wat Phra Si Sanphet
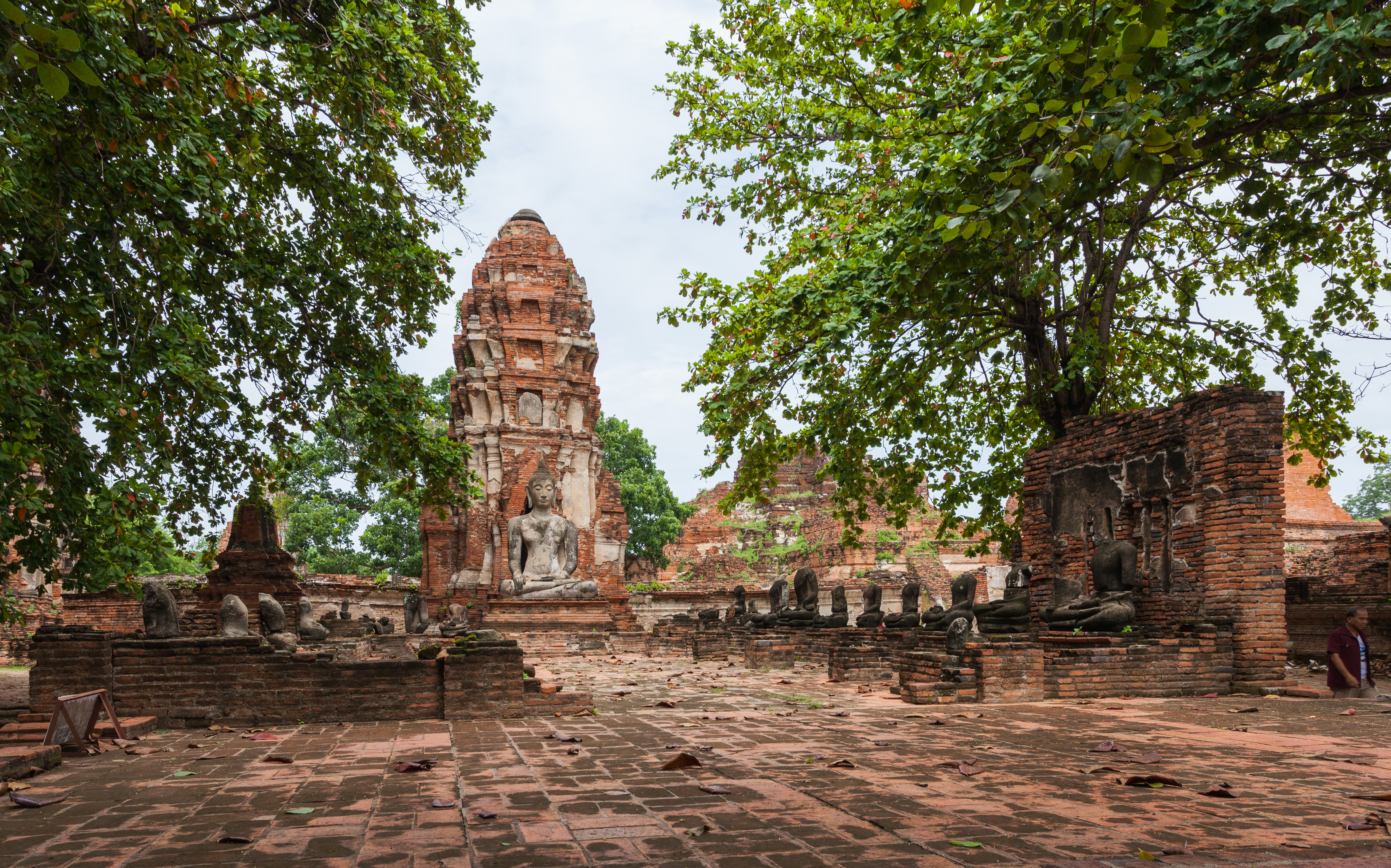
Mahathat, Công viên lịch sử Ayutthaya
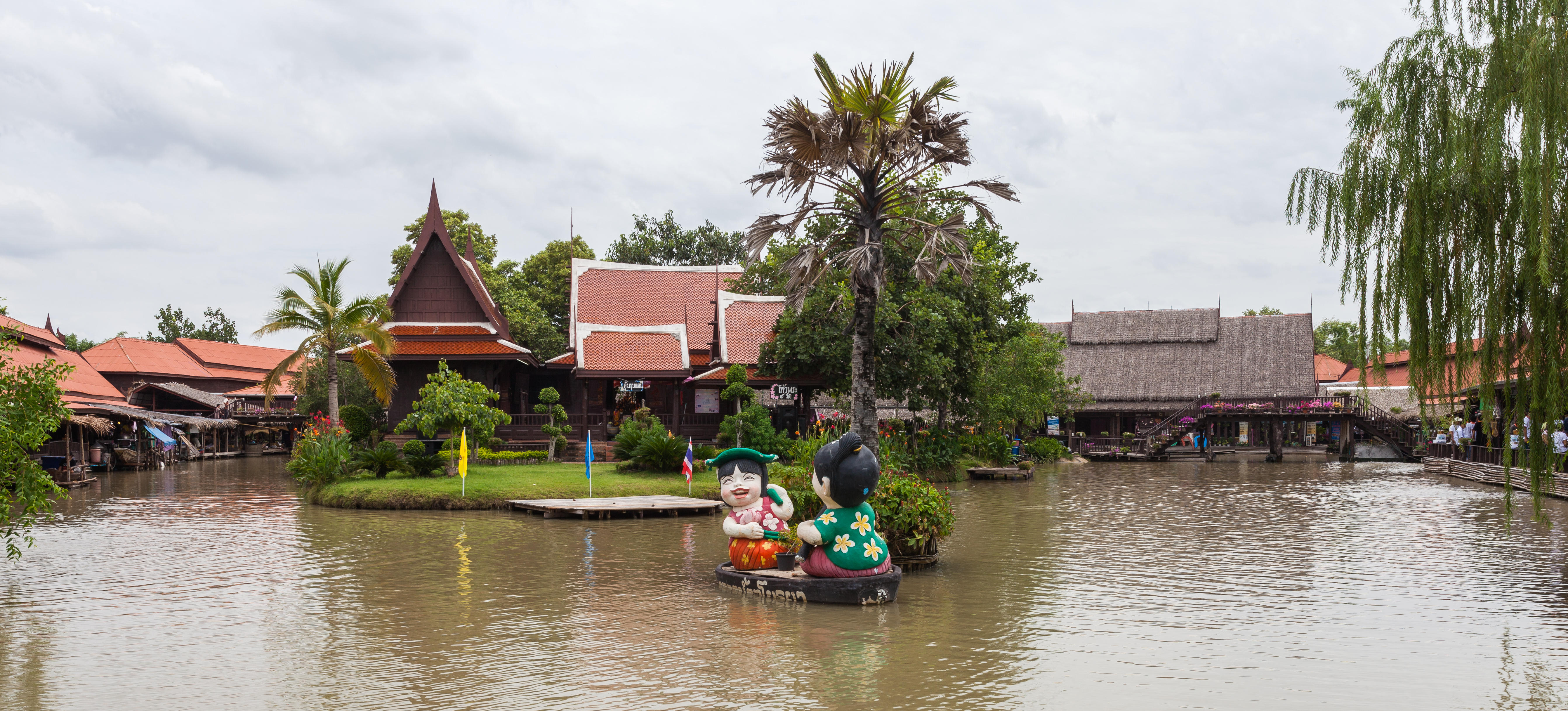
Chợ nổi Ayutthaya
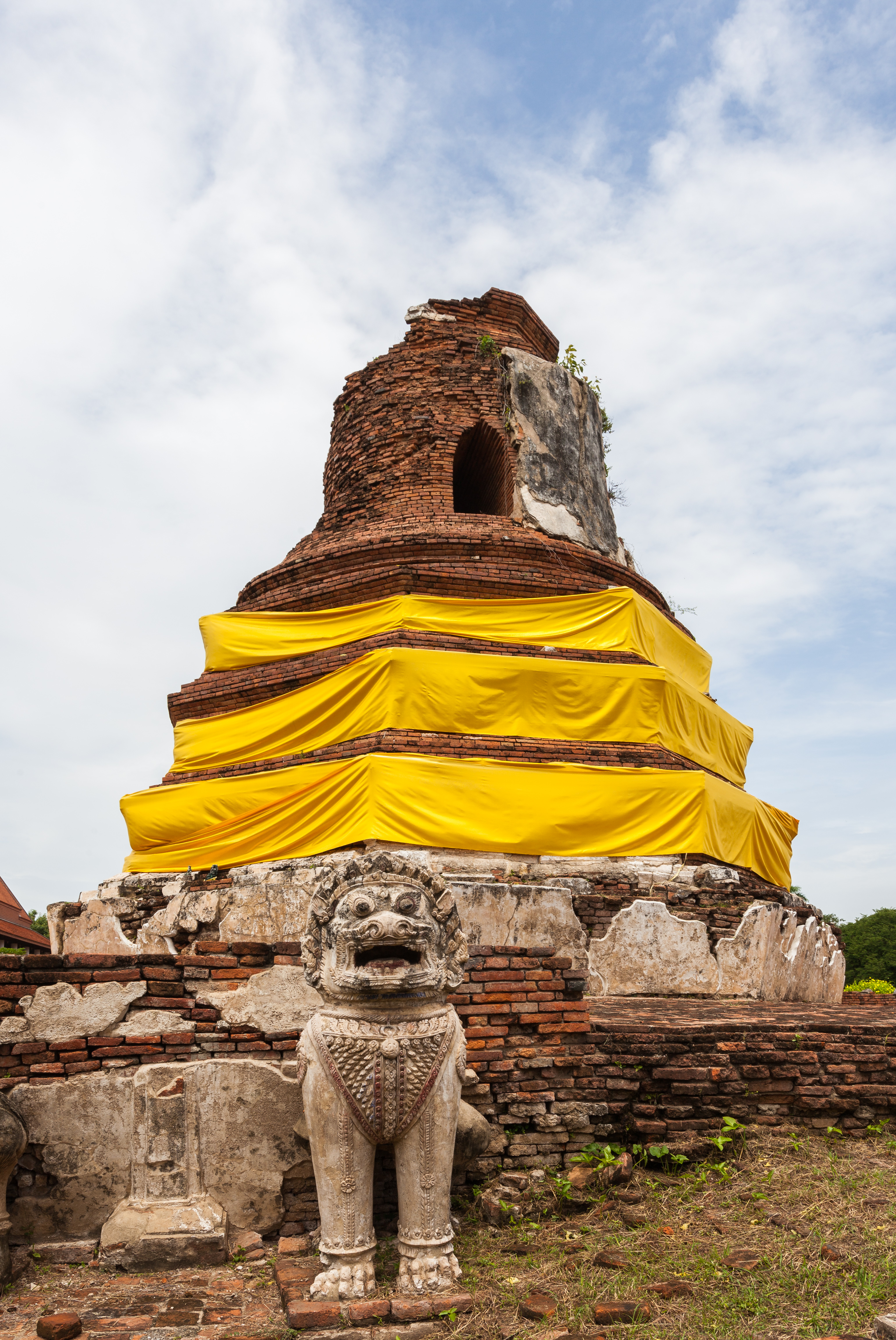
Đền Thammikarat
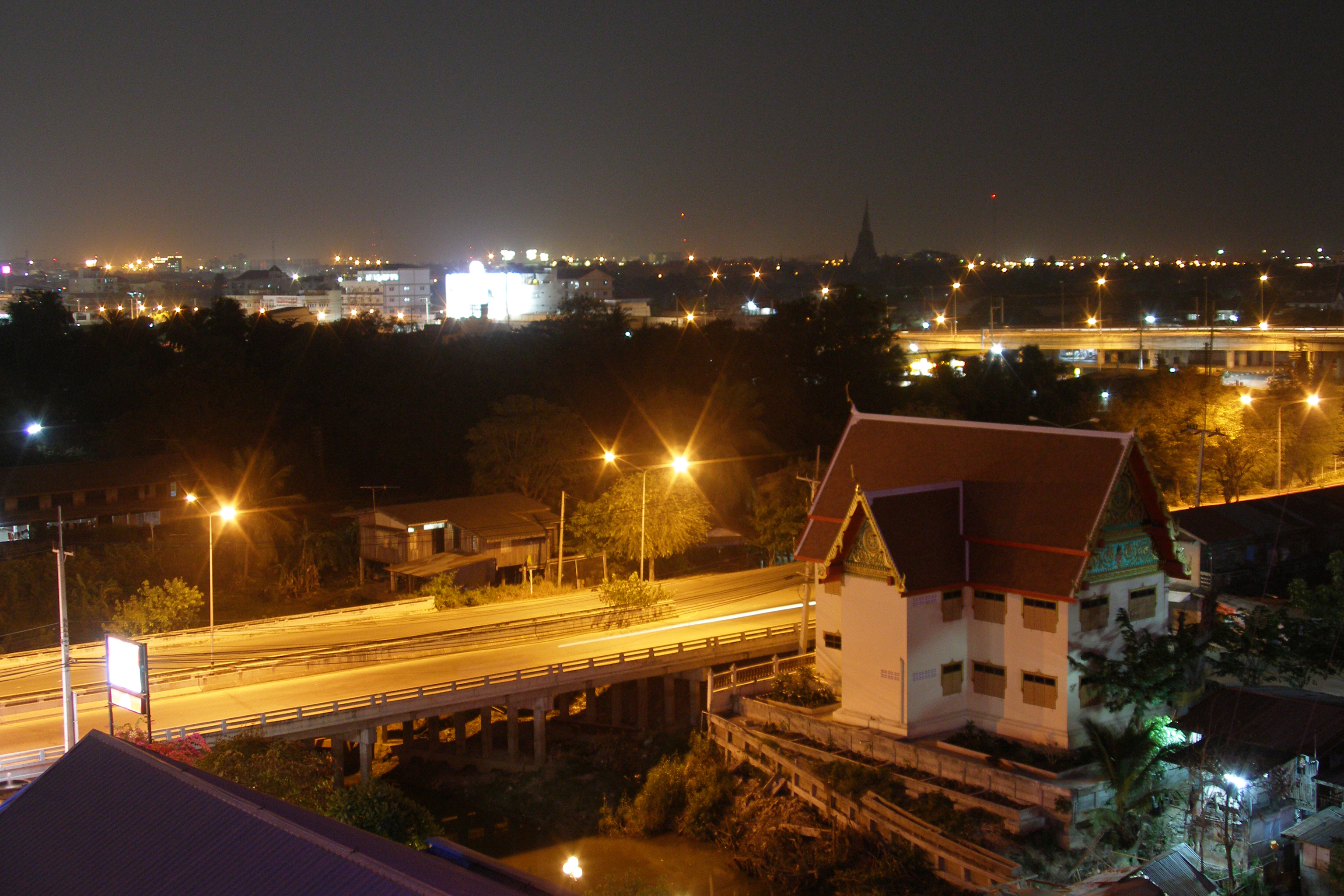
Trung tâm thành phố Ayutthaya về đêm